# Théodore Olivier
Théodore Olivier   (Lió, 21 de gener de 1793 - segon districte de Lió, 5 d'agost de 1853) fou un matemàtic francès conegut per les seves maquetes mecàniques.

## Vida i Obra
Olivier va estudiar al Liceu Imperial de Lió en el que va obtenir el premi extraordinari de matemàtiques el 1811, fet que li obrí les portes de l'École Polytechnique. La seva semblança física amb Napoleó va fer que es digués que era el seu germà secret, tot i que no n'existeixen evidències.
En graduar-se el 1815 passa l'Escola d'Artilleria de Metz on fa de professor adjunt fins al 1819 quan passa a ser professor titular. El 1821, a sol·licitud del rei de Suècia Carles XIV Joan (l'antic mariscal francès Jean-Baptiste Bernadotte), es trasllada a Suècia per establir l'escola militar de Mariemberg.
En retornar a França el 1828, critica l'excessiva teoria de l'École Polytechnique i el 1829, juntament amb Alphonse Lavallée, Jean-Baptiste Dumas i Eugène Péclet, funda l'École Centrale des Arts et Manufactures, on serà professor de geometria i mecànica. A més, entre 1830 i 1844 també va ser professor de l'École Polytechnique i des de 1838 va ser professor de l'École Nationale Supérieure des Arts et Métiers.

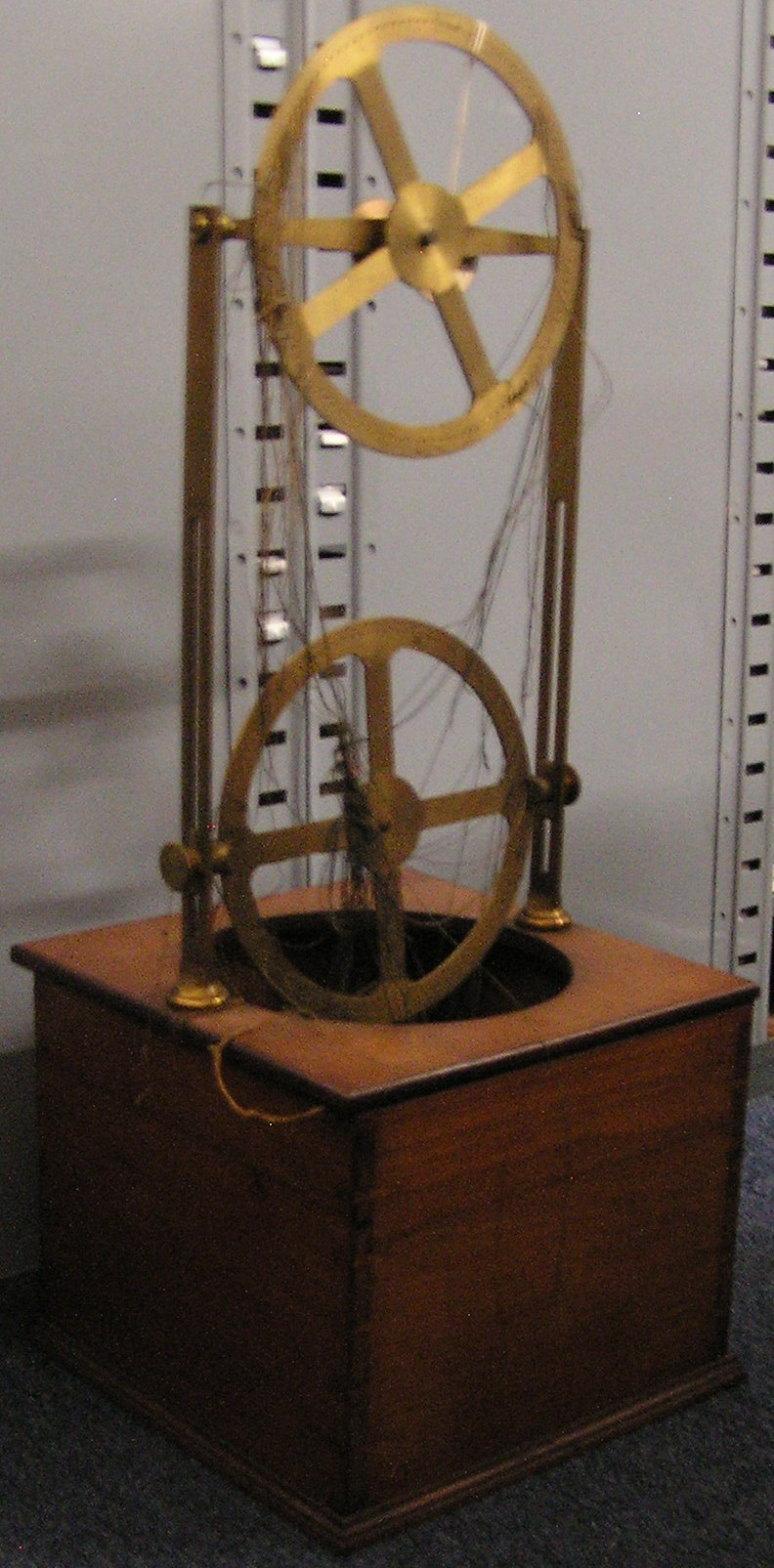
Exemple d'un model geomètric d'Olivier conservat al Museu de la Ciència del Canadà

Olivier és conegut, sobre tot, pels seus models tridimensionals de geometria. Molts d'aquests models van ser venuts a institucions nord-americanes com l'Union College, la Universitat de Colúmbia o West Point, on se'n conserven col·leccions notables. Al contrari d'altres models estàtics anteriors, de Monge per exemple, els models d'Olivier eren mòvils: les armadures estaven articulades de tal manera que cada superfície es podia manipular per mostrar tota una família de superfícies reglades. Els models van ser fabricats per la firma Pixii, père et fils i, després de la mort del fill (1835), per la firma Fabre de Lagrange.
Olivier també va treballar sobre la teoria dels engranatges publicant un ampli tractat sobre el tema i construint, també, models que es conserven al Museu d'Arts i Oficis de París.
No va tenir fills, però era l'oncle del explorador Aimé Olivier de Sanderval.